# الوسام الألماني
وسام الألمانية ((بالألمانية: Deutscher Orden)‏ أعلى جائزة يمكن أن يمنحها الحزب النازي للفرد على خدماته لـ «الدولة والحزب». تم تصميمه بواسطة Benno von Arent. منح أدولف هتلر أول شئ من هذا القبيل إلى الرايخ مينيستر فريتز تود بعد وفاته خلال جنازته في فبراير 1942.  كما منح إلى إلى إس إس-أوبر غروبن فوهرر راينهارد هايدريش في جنازته في يونيو من ذلك العام.  أطلق المتهكمون على الجائزة اسم «وسام الأبطال الميتون» حيث كان يتم منحه دائمًا بعد الوفاة. المستلمان الوحيدان اللذان تلقياه ونجا من الحرب هما قسطنطين هيرل وآرثر أكسمان. 

## وصف
اعتبر أدولف هتلر هذه الجائزة بمثابة زخرفة شخصية له تُمنح فقط لأولئك الذين يعتبر خدماتهم إلى الدولة والحزب والشعب، جديرة. لهذا السبب كان يُعرف أيضًا باسم «وسام هتلر». كان هناك 11 متلقيا مؤكدًا لهذه الجائزة بين عامي 1942 و1945.  
- فريتز تود (بعد وفاته)، 11 فبراير 1942
- راينهارد هايدريش (بعد وفاته)، 9 يونيو 1942
- أدولف هونلين (بعد وفاته)، 22 يونيو 1942
- فيكتور لوتز (بعد وفاته)، 7 مايو 1943
- أدولف فاغنر (بعد وفاته)، 17 أبريل 1944
- جوزيف بوركل (بعد وفاته)، 3 أكتوبر 1944
- رودولف شموندت (بعد وفاته)، 7 أكتوبر 1944
- كونستانتين هيرل، 24 فبراير 1945
- كارل هانكه (قُتل خلال محاولة هروب لأسرى الحرب في 8 يونيو 1945)، 12 أبريل 1945
- كارل هولز (قتل في المعركة في 20 أبريل 1945)، 19 أبريل 1945
- أرتور أكسمان، 28 أبريل 1945